# Хаджинасто, Эдмонд
Эдмонд Хаджинасто (алб. Edmond Haxhinasto; род. 16 ноября 1966, Тирана) — албанский политик. Министр транспорта и инфраструктуры с 15 сентября 2013.

## Биография
Он имеет степень бакалавра по английскому языку Тиранского университета, факультет истории и филологии (1989). В 1996 году он получил степень магистра в области исполнительного делового администрирования (Словения), окончил аспирантуру по государственной политике Школы общественных и международных отношений имени Вудро Вильсона Принстонского университета в 2000 году.
В 2004 году он был одним из основателей Социалистического движения за интеграцию.
Между 2009 и 2010 он занимал должность заместителя министра общественных работ и транспорта. Кроме того, в период между 2010 и 2012 он был министром иностранных дел. С 2012 по 2013 — министр экономики, торговли и энергетики.
В период с января 2011 по апрель 2013 он был заместителем премьер-министра Албании.
Ранее он занимал несколько важных постов, такие как представитель Правительства по чрезвычайным ситуациям (рассмотрение положения косовских беженцев в Албании), дипломатический советник премьер-министра Албании и поверенный в делах Посольства Албании в Белграде.
Свободно говорит на английском и итальянском языках. Женат, имеет дочь.